# 14792 Thyestes
14792 Thyestes è un asteroide troiano di Giove del campo greco. Scoperto nel 1973, presenta un'orbita caratterizzata da un semiasse maggiore pari a 5,1709442 UA e da un'eccentricità di 0,0820567, inclinata di 11,36851° rispetto all'eclittica.
L'asteroide è dedicato a Tieste, figlio di Pelope.